# 愛知県道319号西尾環状線
愛知県道319号西尾環状線（あいちけんどう319ごう にしおかんじょうせん）は、愛知県西尾市内を通る一般県道である。
環状道路として西尾市街地の西→北→東が開通している。残る南側も一部では道が完成しているが、現在のところ県道認定はされていない。

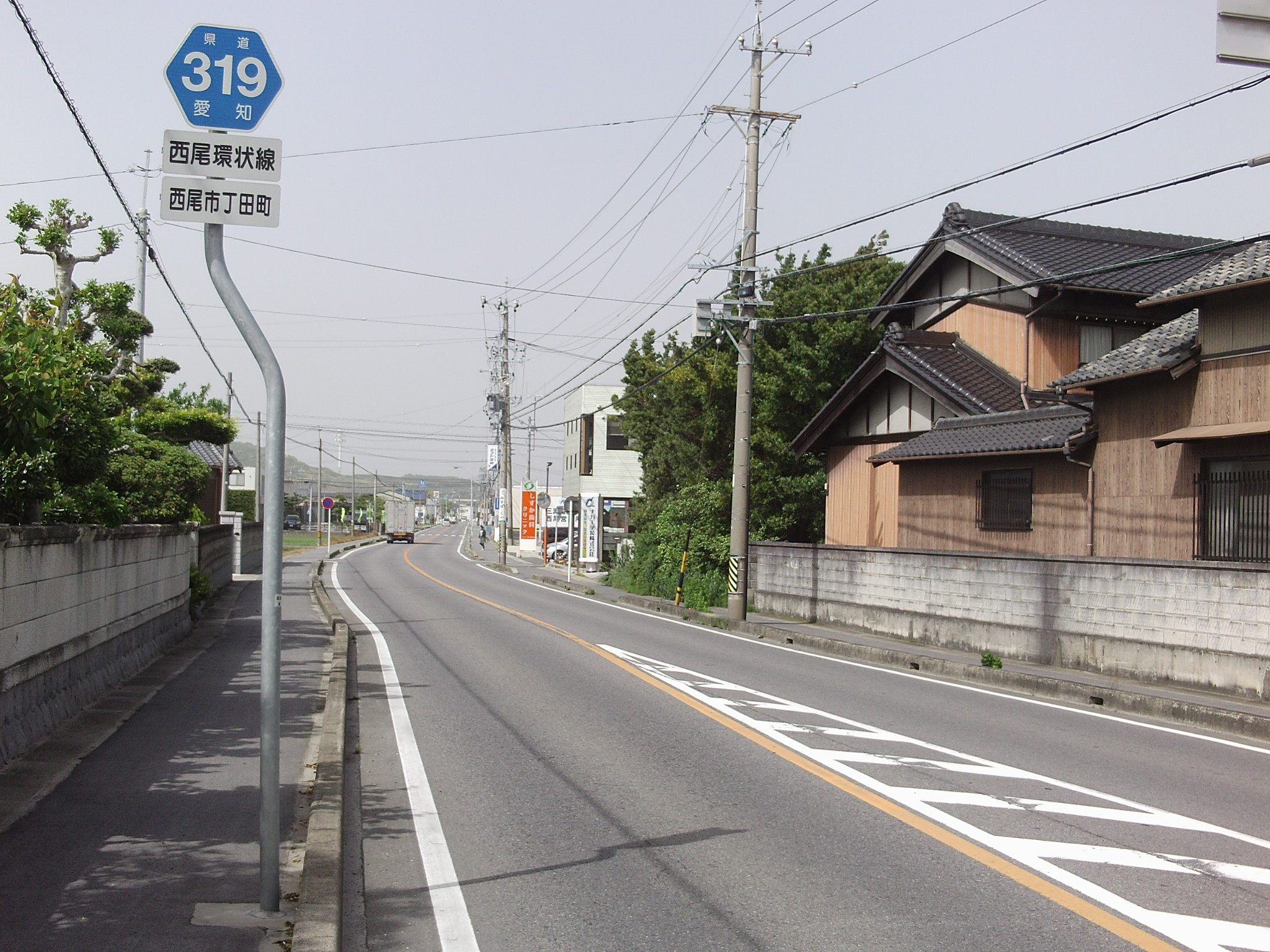
環状線東部の丁田町。八ツ面山（北）方向を望む。

## 概要

### 路線データ
- 起点・終点：愛知県西尾市住崎町（愛知県道43号岡崎碧南線交点）
- 現道の終点：愛知県西尾市今川町（愛知県道318号宮迫今川線交点）

## 沿革
- 1976年3月10日 認定

## 接続する道路
- 愛知県道43号岡崎碧南線（山下町南交差点）
- 愛知県道383号蒲郡碧南線（御城下交差点）
- 愛知県道301号西尾新川港線（平坂街道）（鶴舞町交差点）
- 愛知県道12号豊田一色線（緑町5丁目交差点）
- 愛知県道479号熊味岡崎線（八ツ面西交差点）
- 愛知県道43号岡崎碧南線（平坂街道）（八ツ面南交差点）
- 愛知県道310号花蔵寺花ノ木線（丁田交差点）
- 愛知県道318号宮迫今川線（今川町東交差点）

## 沿線
- 愛知県立鶴城丘高等学校